# OGLE-2006-BLG-109L b
OGLE-2006-BLG-109L b — экзопланета у звезды OGLE-2006-BLG-109L в созвездии Стрельца.
Является газовым гигантом и обнаружен методом гравитационного микролинзирования в 2008 году. Планетная система расположена на расстоянии 4920 световых лет от Земли.